# ثورة الراوندية
في سنة 141هـ قام الراوندية وهم أحد فرق الخرمية، بالقدوم إلى أبي جعفر المنصور من خراسان.

## عقيدة الراوندية
كانوا يقولون بالتناسخ، ويزعمون أن روح آدم انتقلت إلى عثمان بن نهيك، وأن ربهم الذي يطعمهم ويسقيهم أبو جعفر المنصور. وأن الهيثم بن معاوية جبريل.

## بداية الخلاف بين المنصور والراوندية
أتوا قصر المنصور بهاشمية الكوفة- وكان هذا قبل بناء بغداد- فجعلوا يطوفون به ويقولون: هذا قصر ربنا، فأرسل المنصور إلى رؤسائهم فحبس منهم مئتي رجلٍ، فغضبوا من ذلك وقالوا: علام تحبسهم؟ ثم عمدوا إلى نعش فحملوه على كواهلهم وليس عليه أحد، واجتمعوا حوله كأنهم يشيعون جنازة، واجتازوا بباب السجن، فألقوا النعش ودخلوا السجن قهرا واستخرجوا من فيه من أصحابهم، وقصدوا نحو المنصور وهم في ستمائة، فتنادى الناس وغلقت أبواب البلد، وخرج المنصور من القصر ماشيا، لأنه لم يجد دابة يركبها، ثم جئ بدابة فركبها وقصد نحو الراوندية وجاء الناس من كل ناحية، وجاء معن بن زائدة، فلما رأى المنصور ترجل وأخذ بلجام دابة المنصور، وقال: يا أمير المؤمنين ارجع! نحن نكفيكهم. فأبى وقام أهل الأسواق إليهم فقاتلوهم، وجاءت الجيوش فالتفوا عليهم من كل ناحية فحصدوهم عن آخرهم، ولم يبق منهم بقية. وجرحوا عثمان بن نهيك بسهم بين كتفيه، فمرض أياما ثم مات، فصلى عليه الخليفة، وقام على قبره حتى دفن ودعا له، وولى أخاه عيسى بن نهيك على الحرس.

## الأسباب وراء التستر بحب المنصور وتأليهه
يرى بعض المؤرخين أن الراوندية قد رفعوا منزلة أبو جعفر المنصور حيلةً منهم، وكان الغرض هو الوصول إلى المنصور حتى يكونوا قريبين منه ومن ثم التمكّن من قتله، كما فعل المنصور نفسه بأب‍ي مسلم، فيكونوا عن هذا الطريق قد أخذوا بثأرهم. والذي يدلل علي هذا المحتمل، عدة أمور:
1) أن خروج هؤلاء كان في سنة 141ه‍، ومقتل أبو مسلم في سنة 137ه‍، والفترة الطويلة ما بين قتل أب‍ي مسلم وخروج هؤلاء -الت‍ي هي أربع سنوات على أقل تقدير- تدل أنهم أرادوا البقاء مدة حتى يطمئن إليهم أبو جعفر خصوصا أن هناك حركة ثورية خرجت على أبا جعفر بعد مقتل أبو مسلم مباشرة وهي ثورة سنباذ فأصبح حذرًا من الخراسانيين الذين يكنون مودة ومغالاة لأبي مسلم.
2) ومن الطبيعي جداً أن يلتقوا ف‍ى سفرهم هذا مع الناس، لكثرة عددهم الذي يقارب 600 شخص، وفيهم ـ أي في الناس ـ المُوال‍ى للمنصور وفيهم غير المُوال‍ى، فمن الطبيعى أن يُخفوا ما عزموا عليه لئلا تفشل حركتهم. كما أن المنصور قد استتبت له الاُمور ف‍ى ذلك الوقت ـ ولو يسيراً ـ ولاسيما بعد أن تخلّص من أشدّ منافسيه، مثل: عبدالله بن علي، الذي أفشل حركته أبو مسلم، فهرب إلى البصرة، لأنّ أخاه سليمان كان عاملاً عليها من قبل المنصور، واختفي عنده. ومثل: أب‍ي مسلم الخراسان‍ي الذي تخلّص منه ف‍ى سنة 137ه‍، ولا يُعقل أن هذه الجماعة لم تكن علي علي بذلك.
3) ولعل المؤشر الذي يدل علي أنّ هذا الشعار كان حيلة منهم هو: أنه عندما جاءهم عثمان بن نهيك وكلّمهم، رموه بسهم عند رجوعه، فوقع بين كتفيه، فمرض أياماً ومات منه. وإلاّ لماذا رموه بعد أن ادّعوا بأنّ روح آدم قد حلّت فيه؟
4) وإذا دققنا ف‍ى الشعار، نلاحظ ورود ثلاث أشخاص وهم: المنصور وعثمان بن نهيك وهيثم بن معاوية، والملاحظ أن الأوّلين، أي المنصور وعثمان بن نهيك، كانا من المشاركين ف‍ى قتل أب‍ي مسلم، حيث أنّ الأوّل هو المُدبِّر لعملية الاغتيال، والثان‍ى هو المنفِّذ للعملية. وأما بالنسبة لهيثم بن معاوية، فالظاهر أنه كان من المقربين للمنصور، حيث أن المنصور قد ولّاه ف‍ى سنة 141ه‍ مكة والطائف، كما أنه كان من أهل خراسان.

### الخلاصة
يتضح بأنّ رفع شعار تأليه أبي جعفر من قبل هؤلاء كان حيلة منهم لا أنه كان حقيقة واعتقاد، فهو شعار ثأر لا شعار تأييد. ولهذا نجد أن المنصور قد عرف هذا وقام بسجن رؤساؤهم الذين يقارب عددهم مئتي رجلٍ. ومن هنا فإنّ هذه النصوص تدل دلالة واضحة علي أن المقصد الرئيسى لحركتهم هو قتل المنصور ومعاونيه، وهذا الأمر لا يكون إلا عن طريق إعمال الحيلة، لكى يأخذوا بثأر أب‍ي مسلم، صاحبهم وقائدهم، الذين اُشربت قلوبهم بالمحبة له وإتباع أمره وإيثار طاعته، علي حدّ تعبير أبي العباس.

## الأحداث التي تلت ثورة الراوندية
- بعد أن اتضح ضعف بناء السجن في هاشمية الكوفة قرر أبو جعفر بناء سجن محكم سماه سجن المطبق
- وقرر كذلك بناء بغداد والانتقال من هاشمية الكوفة وذلك أنه كره سكناها لاضطراب من اضطرب أمره عليه من الراوندية مع قرب جواره من الكوفة ولم يأمن أهلها على نفسه فأراد أن يبعد من جوارهم.